# Thủy điện Kà Tinh
Thủy điện Kà Tinh là nhóm các thủy điện xây dựng trên dòng sông Hà Doi tại vùng đất các xã Trà Lâm và Trà Xuân huyện Trà Bồng, tỉnh Quảng Ngãi, Việt Nam.
Thủy điện Kà Tinh có 2 bậc, tổng công suất lắp máy 12 MW với 3 tổ máy, sản lượng điện hàng năm khoảng 42 triệu kWh, khởi công năm 2018, hoàn thành năm 2020.
Bậc Thủy điện Kà Tinh 1 có công suất lắp máy 7 MW, sản lượng điện hàng năm khoảng 23,84 triệu KWh. Đập tạo hồ nước Kà Tinh 1 trên sông Hà Doi ở thôn Trà Xanh, dẫn nước theo hầm hướng đông bắc, dài cỡ 3 km đến nhà máy điện 15°14′47″B 108°27′17″Đ / 15,24646°B 108,45479°Đ, và xả nước ra suối Kà Tinh.
Bậc Thủy điện Kà Tinh 2 có công suất lắp máy 5 MW, sản lượng điện hàng năm khoảng 17,47 triệu kWh. Đập tạo hồ nước Kà Tinh 2 15°15′08″B 108°27′21″Đ / 15,25229°B 108,4557°Đ trên sông Hà Doi ở phía dưới cửa suối Kà Tinh cỡ 300 m, xả nước ra sông Trà Bồng.

## Sông Hà Doi
Sông Hà Doi là phụ lưu của sông Trà Bồng, chảy ở huyện Trà Bồng tỉnh Quảng Ngãi.
Sông dài 13 km, diện tích lưu vực 51 km². Sông bắt nguồn từ vùng núi phía tây nam xã  Trà Lâm, chảy về hướng đông bắc. Qua xã Trà Xuân và Trà Thủy thì Hà Doi đổ vào sông Trà Bồng.